# 자크 마리탱
자크 마리탱(Jacques Maritain)은 1882년 11월 18일 파리에서 태어나 1973년 4월 28일 툴루즈에서 사망한 프랑스의 철학자이다. 마리탱은 20세기의 주요 토마스주의자 중 한 명이다.
개신교의 불가지론자였던 자크 마리탱은 1906년에 가톨릭 신앙으로 회심하게 되는데, 가톨릭은 마리탱의 철학에 깊이 스며들었다.
악시옹 프랑세즈와 가까이 지내던 반근대주의자 시기 이후, 마리탱은 그들과의 연을 끊고 민주주의와 세속을 수용했다(『완전한 인문주의Humanisme intégral』, 1936). 마리탱의 작품은 기독교적 민주주의의 탄생과 밀접했는데, 그 구체적인 구성에 관한 마리탱 자신의 유언과는 반대였다. 자크 마리탱과 라이사 마리탱의 저작은 미셸 푸르카드가 쓴 『고(故) 근대성? 마리탱과 그의 마리탱주의Feu la modernité? Maritain et les maritainismes (2021, 총 3권, 1444 p.)』라는 제목의 자크 마리탱 전기가 출판되면서 최근 깊이 재조명되었으며, 엠마뉘엘 무니에, 폴 클로델, 프랑수아 모리악, 가브리엘 마르셀, 조르주 베르나소스, 이브 시몽, 루이 마시뇽, 앙리 드 뤼바크, 에디트 스탱, 에밀리 콜망 등에게 보낸 마리탱의 서한 전집의 출판 역시 이에 기여했다.
자크 마리탱은 1945년부터 1948년까지 주교황청프랑스대사였다. 유대인 출신의 시인이자 철학자이던 라이사 우만소프와 결혼했다. 마리탱 전집에는 라이사의 저작이 함께 실렸다.

마리탱의 철학은 인식, 윤리, 형이상학, 예술, 철학과 같은 넓은 사상의 영역을 수용한다.

## 같이 보기
- 인격주의